# Umma longistigma
Umma longistigma – gatunek ważki z rodziny świteziankowatych (Calopterygidae).